# ピッツォ・カブレガスコ
ピッツォ・カブレガスコは、イタリアロンバルディアの山。標高は2,535メートル。